# Ликург (Эсхил)
«Ликург» (др.-греч. Λυκοΰργος) — пьеса древнегреческого драматурга Эсхила (первая половина V века до н. э.), сатировская драма в составе тетралогии, посвящённой столкновению бога виноделия Диониса с Ликургом, сыном Дрианта. Её текст утрачен за исключением нескольких фрагментов.

## Сюжет и судьба пьесы

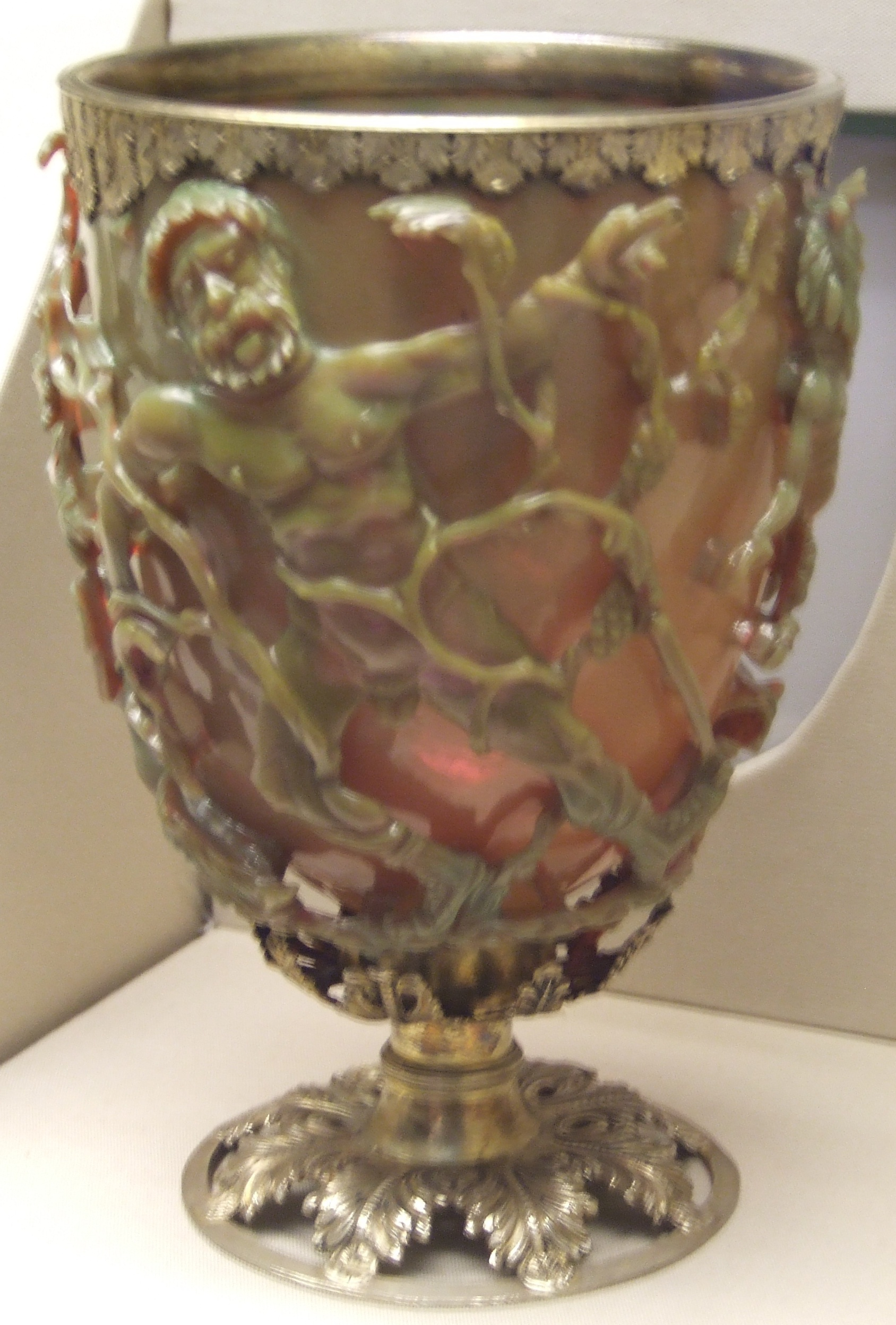
Изображение гибели Ликурга на двуцветном кубке из Британского музея

«Ликург» входит в цикл пьес, посвящённого мифу о фракийском царе Ликурге, сыне Дрианта («Первой дионисовой тетралогии»). Этот герой попытался прогнать из своего царства юного бога виноделия Диониса и за это был ослеплён Зевсом, либо сам Дионис наслал на него безумие. Другие части цикла — трагедии «Эдоняне», «Бассариды» и «Юноши». В «Ликурге» мифологический сюжет должен был получить комическую трактовку. Существует предположение, что заглавный герой захватил в плен вакханок, сопровождавших Диониса и составлявших хор, но позже отпустил их; по другой версии, Ликург пытался доказать, что фракийское пиво лучше вина, но потерпел поражение в этом споре.
Тетралогия Эсхила о Ликурге упоминается только в одном источнике — в схолиях к комедии Аристофана «Женщины на празднике Фесмофорий». Текст «Ликурга» почти полностью утрачен. Сохранился только один короткий фрагмент, который точно является частью этой пьесы: «Он с той поры лишь пиво пил стоялое, // И тем был горд, себе вменяя в мужество»; ещё один фрагмент, из песни хора, может относиться к «Ликургу» или к какой-то другой пьесе.